# (4120) Denoyelle
(4120) Denoyelle ist ein Hauptgürtelasteroid, der am 14. September 1985 von Henri Debehogne vom La-Silla-Observatorium aus entdeckt wurde.
Der Asteroid wurde nach dem belgischen Astronomen Jozef Denoyelle benannt.